# Baitzer Bach
Baitzer Bach este o arie protejată (arie specială de conservare — SAC, sit de importanță comunitară — SCI) din Germania întinsă pe o suprafață de 20,54 ha, integral pe uscat.

## Localizare
Centrul sitului Baitzer Bach este situat la coordonatele 52°13′02″N 12°40′20″E / 52.2172°N 12.6722°E.

## Înființare
Situl Baitzer Bach a fost declarat sit de importanță comunitară în septembrie 2000 pentru a proteja 3 specii de animale. Situl a fost protejat și ca arie specială de conservare în iunie 2005.

## Biodiversitate
Situată în ecoregiunea continentală, aria protejată conține 2 habitate naturale: Cursuri de apă de la nivel de câmpie la nivel montan, cu vegetație Ranunculion fluitantis și Callitricho-Batrachion, Liziere de ierburi înalte hidrofile de câmpie și de nivel montan până la alpin.
La baza desemnării sitului se află mai multe specii protejate:
- mamifere (1): vidră de râu (Lutra lutra)
- pești (2): cicar (Lampetra planeri), țipar (Misgurnus fossilis)